# Diane Savino
Diane J. Savino (née en 1963 à Astoria) est une personnalité politique américaine du Parti démocrate.
Elle représente une circonscription de New York dans le Sénat de l'État de New York : en 2004, elle est élue dans la 23e circonscription qui s'étend de la rive nord de Staten Island et une partie de Brooklyn qui comprend Borough Park, Coney Island, Bensonhurst et Sunset Park (en).